# Marijan Dorer
Marijan Dorer, slovenski kemik, * 4. april 1909, Zidani Most, † 9. november 1995, Ljubljana.

## Življenje in delo
Diplomiral je 1935 na ljubljanski Filozofski fakulteti in 1956 doktoriral iz kemijskih znanosti na Slovenski akademiji znanosti in umetnostiv Ljubljani. V letih 1939−1941 je poučeval na gimnaziji v Murski Soboti, nato do 1945 delal na Inštitutu za anorgansko kemijsko tehnologijo Tehniške fakultete v Ljubljani, do 1946/7 na Upravi za proizvodnjo, nabavo in razdelitev sanitetnega materiala v Ljubljani in do 1950 na Zavodu za farmacevtske raziskave v Ljubljani, kjer je organiziral in vodil Zavod za kontrolo zdravil. Leta 1950 je postal izredni profesor na Fakulteti za agronomijo, gozdarstvo in veterinarstvo v Ljubljani ter 1961 redni profesor za kemijo in biokemijo na Biotehniški fakulteti v Ljubljani. Upokojil se je 1979.
Dorer se je v raziskovalnemu delu posvetil raziskavam biokemije rastlin; uvajal je nove metode za analizo farmacevtskih pripravkov, proučeval je proste aminokisline v rastlinah in pogoje, ki vplivajo na nastajanje alkaloidov v rastlinah.  Rezultate svojih raziskav je objavljal v domači in tuji strokovni literaturi.